# زنان در فیلیپین
نقش زنان در فیلیپین (فیلیپینی: Kababaihan sa Pilipinas) بر اساس بافت فرهنگ، معیارها و ذهنیت فیلیپینی توضیح داده می‌شود. فیلیپین کشور زنان قوی توصیف شده‌است که به‌طور مستقیم و غیرمستقیم خانواده، مشاغل، آژانس‌های دولتی و تعزیرات را اداره می‌کنند.
اگرچه آنها عموماً خود را در محیط یک جامعه پسا استعماری حاکم بر مردان تعریف می‌کنند، زنان فیلیپینی در فرهنگی زندگی می‌کنند که خانواده محور جامعه است در این چارچوب ساختار سلسله مراتبی فیلیپین، اختلاف طبقاتی، توجیهات مذهبی و زندگی در یک کشور در حال توسعه جهانی است که در آن زنان فیلیپینی برای احترام می‌جنگند. در مقایسه با سایر مناطق جنوب شرقی آسیا، زنان در جامعه فیلیپین همواره از سهم بیشتری از برابری برخوردار بودند.

## تاریخ

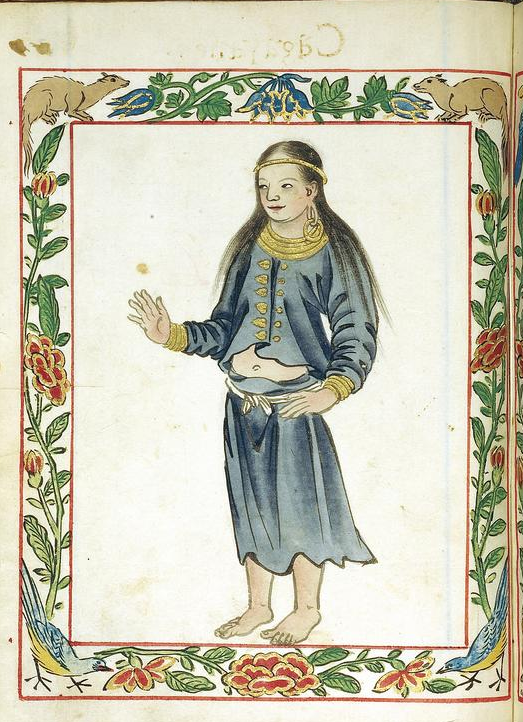
یک زن کاگیان.

برخی از ساختارهای اجتماعی پیش از استعمار فیلیپین اهمیت مساوی به اصل و نسب مادری و پدرانه دادند. این سیستم خویشاوندی دوجانبه به زنان فیلیپین قدرت عظیمی را در یک قبیله اعطا می‌کرد. آنها حق مالکیت داشتند، به تجارت می‌پرداختند و از حق طلاق از همسر خود برخوردار بودند. آنها همچنین می‌توانستند در غیاب یک وارث مرد، رئیس دهکده شوند. قبل از ورود اسپانیایی‌ها، زنان فیلیپینی می‌توانستند به عنوان پزشک و درمانگر یا کاهن اعظم و اخترشناسان مقام کسب کنند.

### استعمار اروپایی در فیلیپین
روزنامه‌نگار آلن رابلس اظهار داشت: ایجاد فیلیپین توسط استعمارگران صورت گرفت، فرهنگ سیاسی آن را شکل داد و همچنان بر روی اندیشه آن‌ها تأثیر گذاشت. این کشور قریب به ۳۳۳ سال تحت سطله اسپانیا و نزدیک به پنج دهه قاطعانه در زیر حاکمیت ایالات متحده آمریکا، فیلیپین شکل گرفت. از نظر انسان‌شناسی همگرایی پراسپرو، «تفکر، فرهنگ و روان‌شناسی ما درحالیکه در واقع آسیایی بودیم عملاً غربی شد».

### فیلیپین تحت استعمار اسپانیا

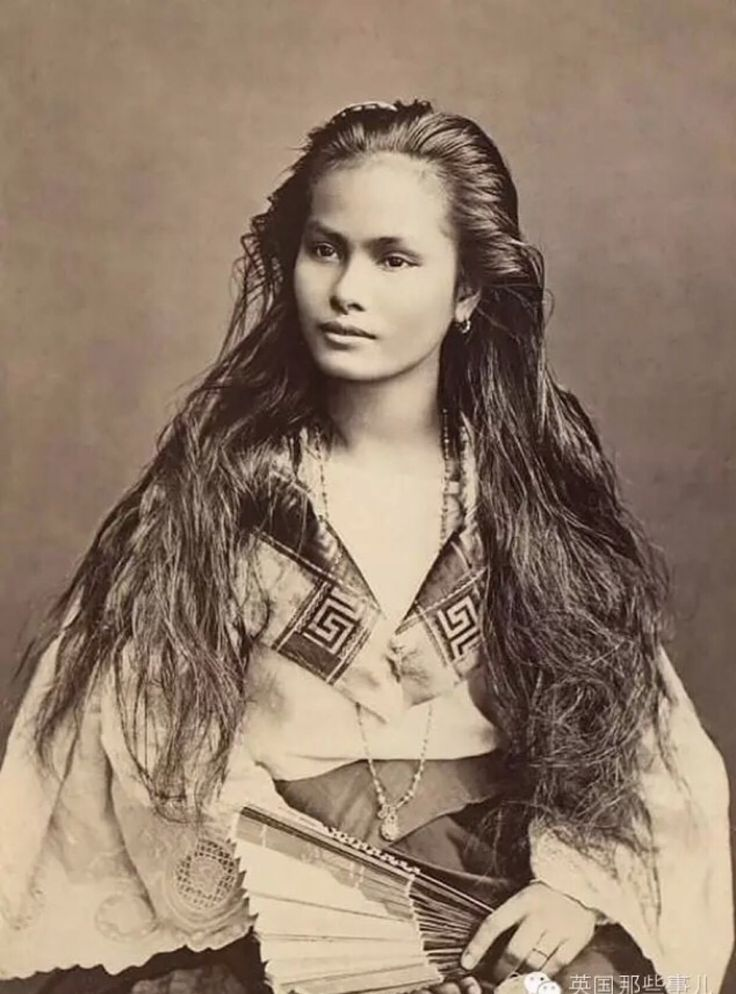
یک زن مستیز فیلیپینی در سال ۱۸۷۵.

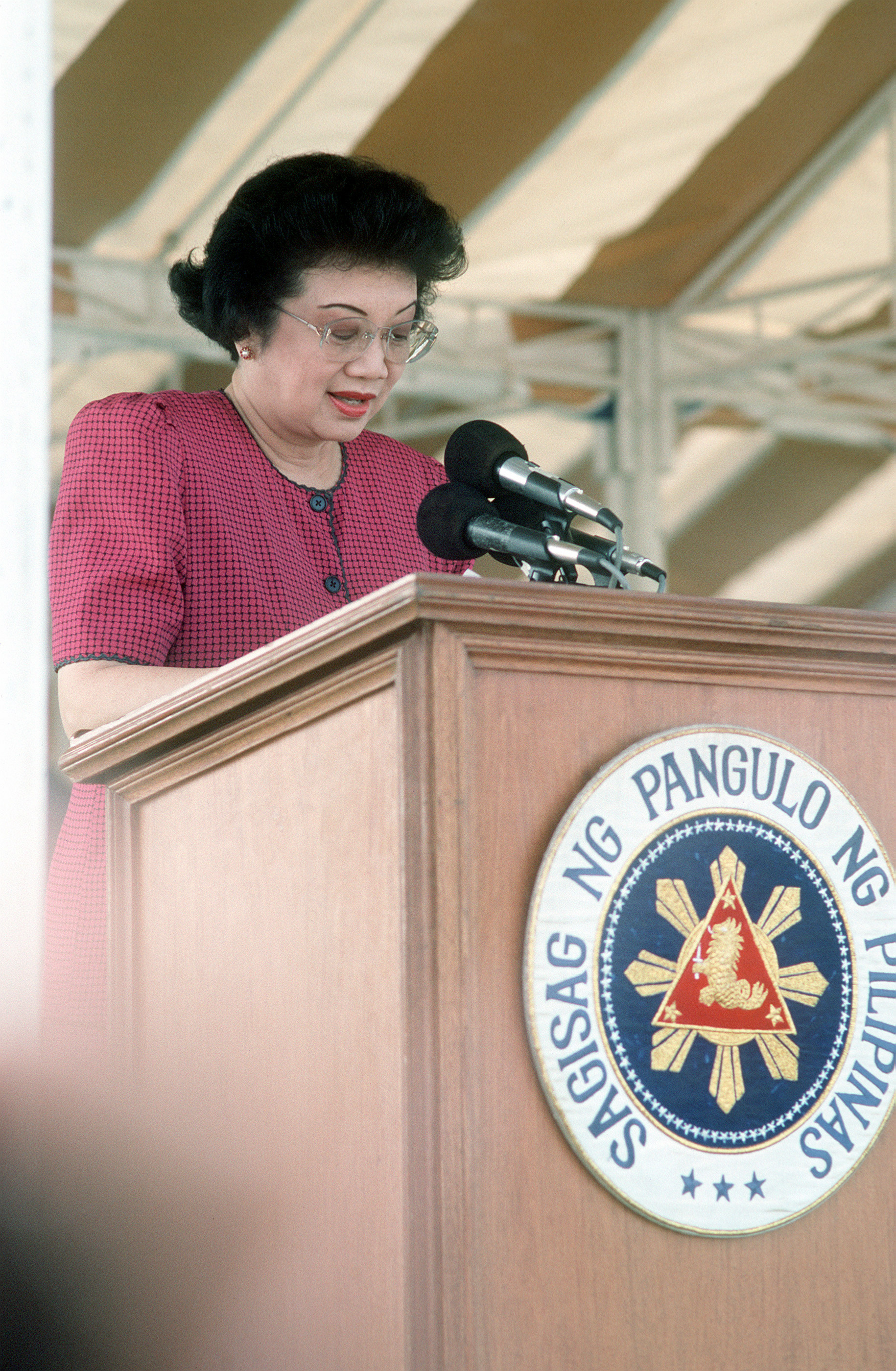
کرازون آکینو، ۱۹۹۲، اولین رئیس‌جمهور زن جمهوری فیلیپین، که توسط جامعه دیپلماتیک بین‌المللی به عنوان "مادر دموکراسی آسیاً شناخته شد.

اگرچه قرار بود ارزشهای مسیحی در میان مردم گسترش یابد، مبلغین و کاهنان خیلی زود فهمیدند که بهتر است آموزه‌های خود را تا آنجا که ممکن است با آداب و رسوم محلی تطبیق دهند نه تلاش برای تحمیل آن به مردم. اگرچه در دوران قبل از اسپانیایی مفهوم برابری جنسیتی در فیلیپین وجود داشت، اما وقتی اسپانیایی‌ها آمدند و تصویر فیلیپین را به یک فرد مطیع الگو تغییر دادند. همان‌طور که در سراسر آسیا اتفاق افتاد ، انتظار می‌رفت که زنان در فیلیپین برای فرزندان خود مادرانی دلسوز باشند و بیشتر کارهای خانگی را انجام دهند. همچنین صفتی که در سراسر آسیا یافت می‌شود ترجیح اکثر خانواده‌ها به جای داشتن دختر فرزندان پسر بود.
در آخرین قسمت از استعمار فیلیپین، ایزابلای دوم اسپانیا، دستورالعمل آموزش و پرورش سال ۱۸۶۳ را معرفی کرد، ۱۰ سال قبل از آنکه ژاپن آموزش عمومی اجباری رایگان مدرن را داشته باشد و ۴۰ سال قبل از شروع دولت ایالات متحده، یک سیستم مدرن مدرسه رایگان را در فیلیپین پایه نهاد و ساخت حداقل دو مدرسه ابتدایی رایگان، یکی برای پسران و دیگری مدرسه برای دختران را در هر شهر تحت مسئولیت دولت شهرداری فراهم کرده بود.

### فیلیپین تحت استعمار آمریکا
هنگامی که اسپانیا در سال ۱۸۹۸ در جنگ با آمریکا شکست خورد، فیلیپین به ایالات متحده آمریکا واگذار شد. ایالات متحده سیستم جدید آموزش عمومی را در اختیار آنان قرار داد که بدون در نظر گرفتن جنسیت، فرصتی برای هر کودک ایجاد می‌کرد.

## نقش‌های معاصر
زنان امروزی فیلیپین در خانواده‌های فیلیپینی نقش تعیین‌کننده ای دارند. آنها معمولاً اقتصاد خانواده را کنترل می‌کنند و به عنوان مربی مذهبی عمل می‌کنند و همچنین می‌توانند تمام تصمیمات مهم خانواده را بگیرند.

### زندگی و کار
به‌طور سنتی، زنان روستایی و قبیله ای همه کارهای مربوط به خانه را انجام می‌دهند. کارهای سنگین که نیاز به قدرت بیشتری دارند توسط شوهر انجام می‌شود. در حال حاضر، کار کردن به‌طور مساوی با مردان تقسیم می‌شود.